# 埃尔博略
埃尔博略（西班牙語：El Bollo），是西班牙加利西亚自治区奥伦塞省的一个市镇。总面积91平方公里，总人口1327人（2001年），人口密度15人/平方公里。